# Pléthysmographie

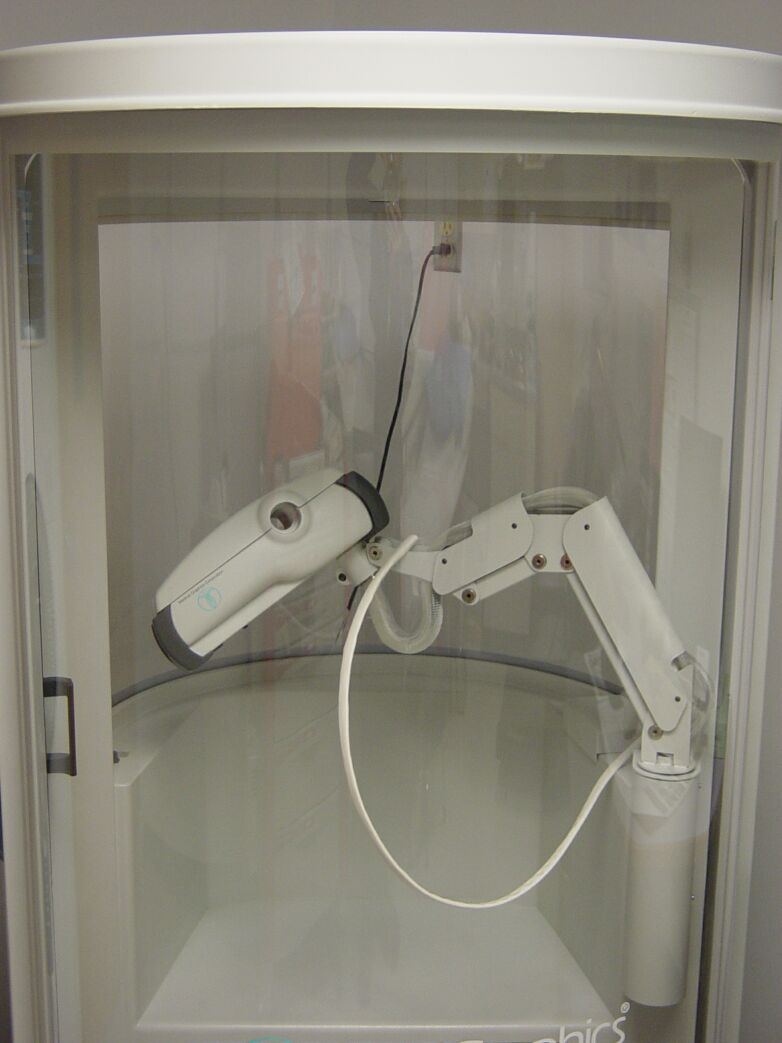
Pléthysmographe utilisé en pneumologie.

La pléthysmographie (du grec plethysmo, « augmentation») est un ensemble de méthodes servant à mesurer des volumes. En médecine, elle est principalement utilisée en cardiologie et en pneumologie.
En cardiologie, il est ainsi possible de mesurer le débit cardiaque de manière non invasive. La technique consiste à mesurer l'augmentation du volume sanguin, lors de l'occlusion du retour veineux. Les principes de pléthysmographie sont utilisés dans l'industrie du sport pour la fabrication de cardiofréquencemètres sans capteur de poitrine (qui utilise traditionnellement une méthode électrocardiographique) : le rythme cardiaque est mesuré par pléthysmographie par effet photoélectrique, un capteur éclairant les artères du poignet où il est fixé.
En pneumologie, la pléthysmographie étudie les volumes pulmonaires non mobilisables (VR, CRF, VGT), en cabines étanches dans lesquelles les variations de pressions sont enregistrées par un capteur de pression associé à un spiromètre. Il s'agit d'un complément indispensable à la spirométrie.
Différentes méthodes de pléthysmographie :
- par déplacement d'air ;
- par effet photoélectrique ;
- par extensométrie ;
- par mesure d'impédance («  pléthysmographie d'impédance »[1]).